# Houilles
Houilles [uj] ist eine französische Gemeinde mit 33.617 Einwohnern (Stand 1. Januar 2022) im Département Yvelines in der Region Île-de-France. Sie ist Teil des Arrondissements Saint-Germain-en-Laye und Hauptort (chef-lieu) des gleichnamigen Kantons.

## Geografie
Houilles ist die östlichste Gemeinde des Départements Yvelines. Sie liegt zwischen Sartrouville und Argenteuil, etwa 14 Kilometer nordwestlich der Innenstadt von Paris.

## Geschichte

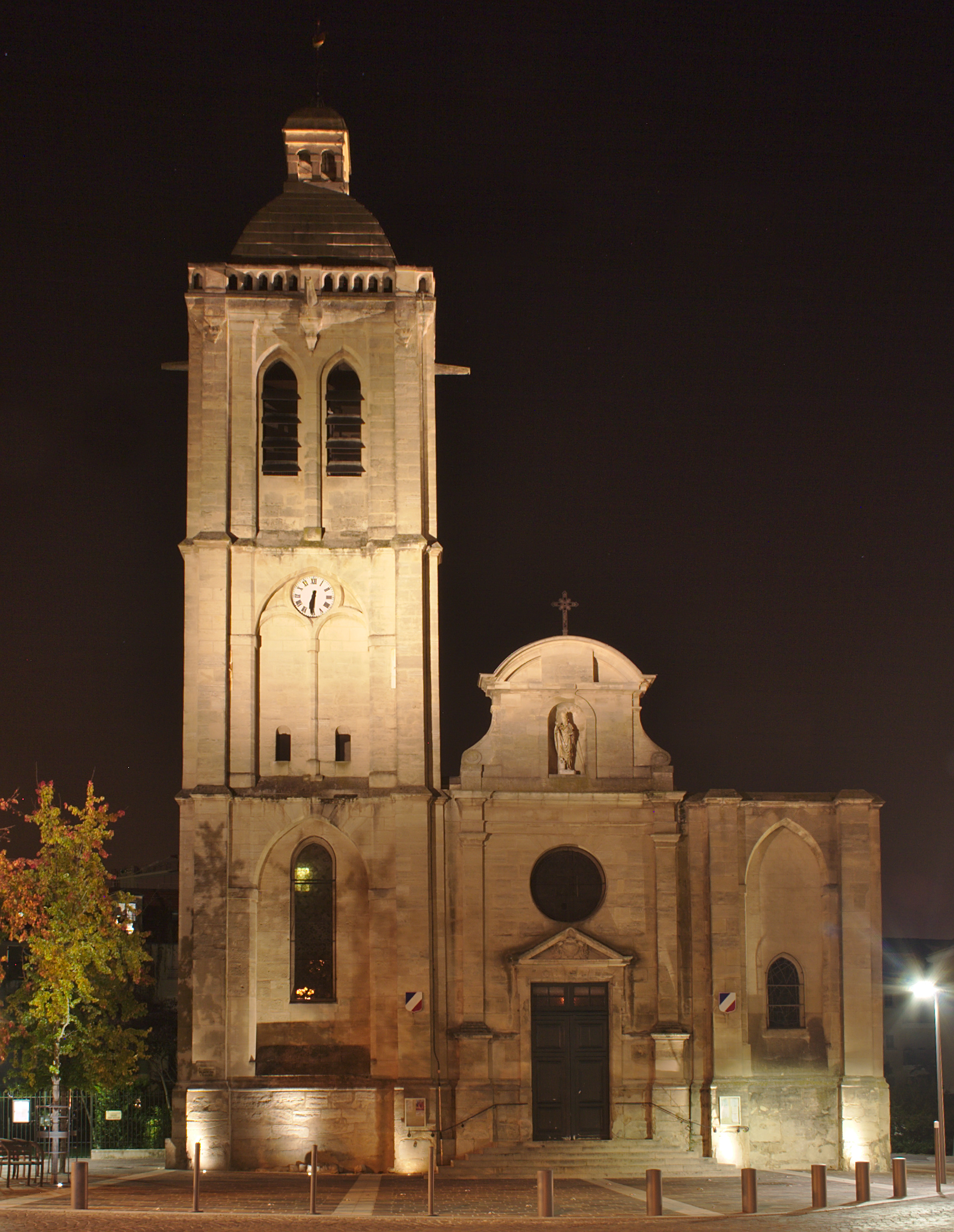
Kirche Saint-Nicolas

Am 9. Oktober 1920 ereignete sich im Bahnhof ein schwerer Eisenbahnunfall, als ein Vorortzug aus Paris in kurz zuvor entgleiste Güterwagen fuhr, die seinen Fahrweg blockierten. 47 Menschen starben. 

## Verkehr
Hauptverkehrsachsen von Houilles sind die Departementsstraßen D 308 und D 311.
Der Bahnhof Houilles–Carrières-sur-Seine befindet sich an der Bahnstrecke Paris–Le Havre. Die an der Grenze zur Gemeinde Carrières-sur-Seine gelegene Anlage wurde 1843 von der Compagnie du chemin de fer de Paris à Rouen eröffnet. In den 1980er Jahren kam mit der Bahnstrecke Nanterre-Université–Sartrouville eine weitere Strecke hinzu.
Aktuell wird der Bahnhof von der Linie A des Schnellbahnnetzes Réseau express régional d’Île-de-France (RER) und Transilien-Vorortzügen (Linien J und L) bedient.

## Sport
Seit 1972 findet am Jahresende die Corrida de Houilles statt, ein Straßenlauf über 10 km.

## Persönlichkeiten
- Yvonne Loriod (1924–2010), Pianistin
- Patrick Barré (* 1959), ehemaliger Sprinter
- Pascal Barré (* 1959), ehemaliger Sprinter
- Victor Schœlcher (1804–1893), Politiker und Gegner der Sklaverei in den französischen Kolonien
- Victor Frédéric Verrimst (1825–1893), Kontrabassist, Organist und Komponist

## Partnerstädte
- Friedrichsdorf, seit 1973
- Chesham (GB), seit 1986
- Schœlcher (Martinique), seit 1998
- Celorico de Basto (Portugal), seit 2006